# Rai Radio 3 Classica
Rai Radio 3 Classica (ehemals FD Auditorium, Rai Radio FD5, Rai Radio 5 Classica und zuletzt Rai Radio Classica) ist ein werbefreier Sender der Radiotelevisione Italiana, der klassische Musik sendet. Der Sender wurde am 4. Januar 1959 als Zusatzprogramm des 1958 von der Rai und der damaligen italienischen Telefongesellschaft Società Idroelettrica Piemontese (heute Telecom Italia) entwickelten Drahtfunksystems Filodiffusione gestartet und ist heute neben dem Drahtfunk auch über Satellit, DAB und DVB-T zu empfangen.
Im Gegensatz zum Schwestersender Rai Radio Tutta Italiana wird Rai Radio 3 Classica in den Städten Rom (100,3 MHz), Turin (101,8 MHz), Mailand (102,2 MHz) Neapel (103,9 MHz) und Ancona (106,0 MHz) auch über UKW verbreitet. Rai Radio 3 Classica ist von 2 (1:30 am Samstag und Sonntag) bis 6 Uhr auch auf Rai Radio 3 ausgestrahlt. Von September 2017 bis August 2022 hat Rai Radio 3 sein eigenes Nachtprogramm initiiert.
Anfang der 1990er Jahre wurde das Angebot um Originalaufzeichnungen aus dem Archiv der Rai erweitert. Davor wurden ausschließlich Wiederausstrahlungen aus internationalen diskographischen Katalogen gesendet.